# Adam Niemirowicz-Szczytt
Adam Niemirowicz-Szczytt (Szczytt-Niemirowicz / Szczyt) herbu Jastrzębiec (zm. 1752) – horodniczy połocki (od 1733), rotmistrz połocki (od 1749)
Jego ojcem był Samuel Karol Niemirowicz Szczytt (zm. 1709), horodniczy połocki (od 1699), który w bitwie pod Olkienikami był porucznikiem chorągwi wojewódzkiej rotmistrzostwa swojego brata Krzysztofa Benedykta. Matką – Joanna z Nowosielskich, siostra kasztelana nowogrodzkiego Antoniego Karola Nowosielskiego.
Wnuk Justyniana Niemirowicza-Szczytta.
Właściciel Wierzchowa. Protoplasta linii wierzchowskiej Niemirowiczów-Szczyttów.
W 1744 poślubił Barbarę z Sakowiczów, córkę podczaszego trockiego Macieja i Bogumiły z Nowackich, która po śmierci Niemirowicza-Szczytta wyszła za Józefa Lewkowicza. Z Barbarą miał troje dzieci: Marcina, posła na Sejm Wielki, Michała, szambelana Stanisława Augusta, i Honoratę za Adamem Maszewskim.
Pochowany w kościele OO. Bazylianów w Uszaczu. 